# Weono
Weono ist ein osttimoresischer Ort im Sucos Cowa (Verwaltungsamt Balibo, Gemeinde Bobonaro). Er liegt im Südwesten Cowas, im Zentrum der Aldeia Rai Luli, auf einer Meereshöhe von 312 m. Die Hauptstraße des Sucos führt hier nach Südwesten zum Grenzort Has Naruk. Nach Nordosten kommt man zur Nachbarsiedlung Rai Luli 1.